# Maro Vrdoljak
Maro Vrdoljak (* 2. Mai 2004 in Sinj) ist ein kroatischer Fußballspieler.

## Karriere
Vrdoljak begann seine Karriere beim NK Špansko. Zur Saison 2017/18 wechselte er zu Lokomotiva Zagreb. Im Februar 2020 schloss er sich dem NK Zagreb an. Zur Saison 2022/23 wechselte er in die Jugend des HNK Gorica.
Zur Saison 2023/24 wechselte Vrdoljak zum österreichischen Zweitligisten SV Lafnitz. In seiner ersten Spielzeit bei Lafnitz kam er aber ausschließlich für die Amateure zum Zug, für die er in 27 Einsätzen in der Landesliga zweimal traf. Im Mai 2025 debütierte er schließlich in der 2. Liga, als er am 29. Spieltag der Saison 2024/25 gegen den SK Sturm Graz II in der Halbzeitpause für Mickael Dosso eingewechselt wurde.